# Marco Lo Bianco
Marco Lo Bianco (Cosenza, 15 settembre 1990) è un pallavolista italiano.
Gioca nel ruolo di libero nella Pallavolo Matera Bulls.

## Carriera
La carriera di Marco Lo Bianco comincia nel 2006 nella Pallavolo Cosenza, in Serie D; nel 2009 passa al Perugia Volley, dove milita nella categoria giovanile: nella stagione 2009-10 fa il suo esordio da professionista entrando a far parte della prima squadra, in Serie A1, dove gioca anche come libero, vincendo una Challenge Cup.
Nella stagione 2010-11 rimane con la stessa società, anche se questa cambia sede da Perugia a San Giustino; nella stagione 2012-13 resta nella città umbra con la nuova squadra dell'Altotevere Volley.
Nell'annata 2013-14 passa all'Argos Sora, in Serie A2, anche se a metà stagione viene ceduto alla Pallavolo Città di Castello in Serie A1. Torna quindi nella serie cadetta per la stagione 2014-15 ingaggiato dalla Pallavolo Matera Bulls.

## Palmarès

### Club
- Challenge Cup: 1

2009-10